# SP-463
A SP-463 é uma rodovia transversal do estado de São Paulo, administrada pelo Departamento de Estradas de Rodagem do Estado de São Paulo (DER-SP).

## Denominações
Recebe as seguintes denominações em seu trajeto:
Nome:	Jorge Maluly Netto, Deputado, Rodovia
- De - até:	SP-425 (Clementina) - SP-300 (Araçatuba)

Nome:	Elyeser Montenegro Magalhães, Doutor, Rodovia
- De - até:	SP-300 (Araçatuba) - SP-320 (Jales)
- Legislação:	LEI 1.829 DE 07/11/78

Nome:	Antônio Alduino, Rodovia
- De - até:	SP-320 (Jales) - SP-543

## Descrição
Principais pontos de passagem: SP 425 (Clementina) - Araçatuba - SP 320 (Jales) - SP 543

## Características

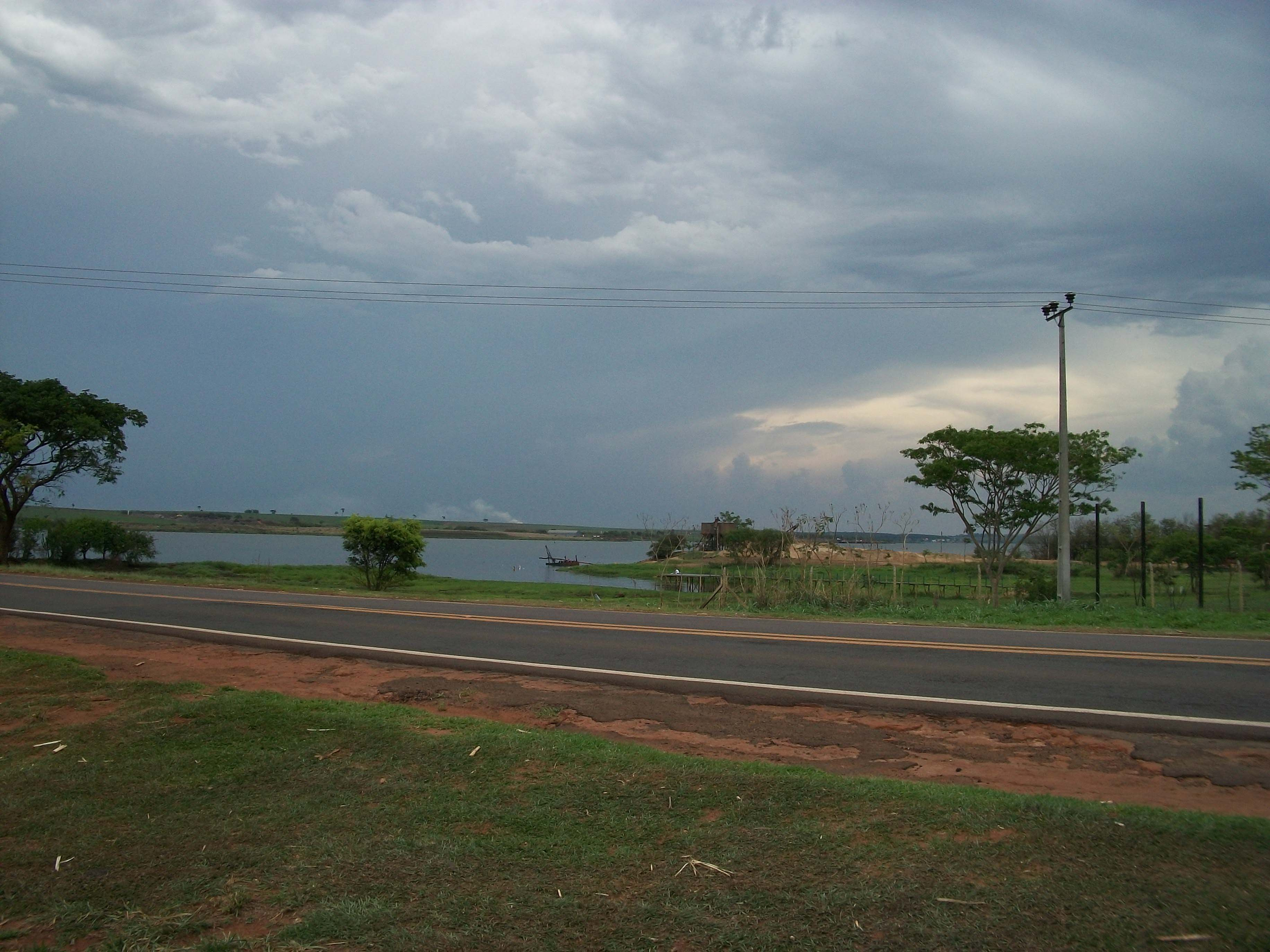
Trecho da SP-463 em Araçatuba.

### Extensão
- Km Inicial: 0,000
- Km Final: 192,000

### Localidades atendidas
- Clementina
- Lauro Penteado
- Coroados
- Bilac
- Araçatuba
- Santo Antônio do Aracanguá
- Vicentinópolis
- Major Prado
- General Salgado
- Auriflama
- Prudêncio e Moraes
- Pontalinda
- Jales
- Vitória Brasil
- Fátima Paulista
- Turmalina
- Populina
- Ouroeste